# Orquestra Sinfônica Estatal do Azerbaijão
A Orquestra Sinfônica Estatal do Azerbaijão(pt-BR) ou Orquestra Sinfónica Estatal do Azerbaijão(pt-PT?) é a orquestra nacional do Azerbaijão. A orquestra foi fundada em 1920 como a orquestra do Conservatório Sinfônica Estatal do Azerbaijão em Baku, sendo uma das primeiras orquestras da União Soviética. Entre os maestros que passaram pela orquestra estão Uzeyir Hajibeyov, Niyazi Hajibeyov, Rauf Abdullayev, etc. Artistas famosos que passaram pela orquestra são René-Emmanuel Baton, Otto Klemperer, Mstislav Rostropovich, Fritz Stiedry, Nikolái Golovánov, entre outros. Uzeyir Hajibeyov, Niyazi Hajibeyov e Rauf Abdullayev foram maestros que regeram seus trabalhos com a orquestra. A orquestra já realizou inúmeras turnês por países como França, Alemanha, Reino Unido, Itália, Turquia, Egito, Suíça e Estados Unidos

## Maestros
- Uzeyir Hajibeyov (1920–1938)
- Niyazi Hajibeyov (1938–1984)
- Rauf Abdullayev (1984–)